# Visual-Snow-Syndrom
Bei dem Visual-Snow-Syndrom (VSS) handelt es sich um eine neurologische Erkrankung, die durch anhaltendes Bildrauschen im gesamten Gesichtsfeld gekennzeichnet ist. Betroffene sehen in individuell unterschiedlicher Intensität viele kleine Punkte, die rasant flimmern, ähnlich dem Rauschen eines analogen Fernsehers, dieses Rauschen kann schwarz-weiß oder auch mehrfarbig sein. Diese Beschreibung wurde namensgebend für das Erkrankungsbild Visual-Snow-Syndrom, das über diese umschriebene visuelle Störung hinausgeht. Migräne und Migräne-Aura werden bei bis zu 80 % der Patienten mit Visual-Snow-Syndrom berichtet, höhere Raten als in der Allgemeinbevölkerung, was den Phänotyp erheblich verkompliziert. So wurde ursprünglich Mitte der 1990er Jahre angenommen, dass es sich beim Visual snow um optische Wahrnehmungsstörungen im Rahmen der Migräneaura handelt. Dies ist nicht der Fall, wie Ergebnisse aktueller Forschung zeigen. Es ist vielmehr von einem eigenständigen Krankheitsbild auszugehen, weil bei der Mehrheit der Patienten weitere Symptome auftauchen.

## Epidemiologie
Das Visual-Snow-Syndrom beginnt vor allem im jungen Erwachsenenalter. Einige Patienten geben an, bereits seit der Geburt die beschriebenen Symptome wahrzunehmen. Bei manchen Fällen wird von einem plötzlichen Krankheitsbeginn ohne erkennbare Ursache berichtet. Die vorherige Einnahme von Substanzen oder Medikamenten scheint durchaus in einigen Fällen mit dem Auftreten des Krankheitsbildes in Verbindung zu stehen. Epidemiologisch hat das Krankheitsbild viele Gemeinsamkeiten mit den Krankheitsbildern Migräne und HPPD.
Eine britische Studie konnte eine nicht-geprimte Stichprobe von 1015 Erwachsenen in einer Onlineumfrage untersuchen und stellte bei 3,7 % Symptome fest, die mit Visual Snow kompatibel sind. 2,2 % der Stichprobe passten in die engeren Kriterien für das Visual Snow Syndrome nach ICHD-3. Die Verteilung von Männern zu Frauen lag hier bei 1.6:1. Außerdem konnte festgestellt werden, dass Betroffene im Schnitt älter als die Gesamtbevölkerung waren (51 Jahre), was vorherigen Studienergebnissen widerspricht. Dies wird so erklärt, dass Probanden von Vorstudien hauptsächlich aufgrund ihrer Symptome die Initiative ergriffen, einen Arzt aufzusuchen. Im Gegensatz dazu stammten die Zahlen von Personen, die sich des Themas der Studie nicht bewusst waren, was für eine zuverlässigere Schätzung der Häufigkeit des Visual Snow Syndroms in der Allgemeinbevölkerung spricht.

## Klinische Erscheinungen
Typischerweise zeigen klinisch-neurologische und augenärztliche Befunde keine Auffälligkeiten. Um das Krankheitsbild von anhaltenden Auren einer Migräne abzugrenzen, erfolgten Untersuchungen mit einer genauen klinischen Charakterisierung, Erfassung von Begleiterkrankungen und Krankheitsverläufen bei einer größeren Patientengruppe. Basierend darauf wurden folgende Diagnosekriterien postuliert.
| Diagnosekriterien des Visual-Snow-Syndroms nach ICHD-3 | Diagnosekriterien des Visual-Snow-Syndroms nach ICHD-3                                                                                     | Diagnosekriterien des Visual-Snow-Syndroms nach ICHD-3 |
| ------------------------------------------------------ | --- | --- |
| A                                                      | Visual snow: dynamische, kontinuierlich vorhandene kleine Punkte im gesamten binokularen Gesichtsfeld, welche länger als 3 Monate andauern | Visual snow: dynamische, kontinuierlich vorhandene kleine Punkte im gesamten binokularen Gesichtsfeld, welche länger als 3 Monate andauern |
| B                                                      | Vorhandensein von mindestens zwei weiteren visuellen Symptomen der folgenden vier Kategorien                                               | Vorhandensein von mindestens zwei weiteren visuellen Symptomen der folgenden vier Kategorien |
|                                                        | I | Palinopsie (Trugbilder von Objekten, die sich kurz zuvor im Gesichtsfeld befunden haben). Zumindest eines der folgenden: Nachbilder (sich von retinalen Nachbildern unterscheidend) oder „trailing“ (Spuren) bewegter Objekte |
|                                                        | II | Ausgeprägte entoptische Phänomene. Zumindest eines der folgenden: exzessive Floaters in beiden Augen (fliegende Mücken), „self-light“ des Auges (farbige Wolken, Strudel, Wellen), spontane Photopsie (Wahrnehmung von Blitzen, Funken, Sternchen), oder exzessives Blaufeld-Phänomen (Wahrnehmung unzähliger winziger, sich rasch bewegender Punkte bei Blick in helles blaues Licht, wie z. B. den Himmel) |
|                                                        | III | Photophobie (Lichtempfindlichkeit) |
|                                                        | IV | Nyktalopie (beeinträchtigtes Dämmerungssehen) |
| C                                                      | Die Symptome stimmen nicht mit typischer visueller Migräneaura überein                                                                     | Die Symptome stimmen nicht mit typischer visueller Migräneaura überein |
| D                                                      | Die Symptome lassen sich nicht besser durch andere Störungen erklären                                                                      | Die Symptome lassen sich nicht besser durch andere Störungen erklären |

Zu den Begleiterkrankungen zählen insbesondere verschiedene Formen der Migräne. Auch andere nicht-visuelle Symptome wie unter anderem Tinnitus, Konzentrationsstörungen oder sekundäre Depersonalisation werden gehäuft beobachtet. Daneben fällt eine Assoziation mit Depression und Angst auf, Begleiterkrankungen, die sich auch bei chronischer Migräne vermehrt diagnostizieren lassen.

## Ursache
Die Ätiologie (Ursache) von Visual-Snow-Syndrom ist nicht eindeutig und kann verschiedene Trigger/Auslöser in Kombination haben, aber es gibt starke Hinweise auf eine genetische Prädisposition für eine generalisierte neuronale Übererregbarkeit. Die beteiligten Gene sind Regulatoren der synaptischen Übertragung, der glutamatergen Erregung und der Plastizität für die Entwicklung kortikaler Schichten. Dies bietet einen möglichen Mechanismus zur Verknüpfung von Migräne, HPPD und VSS.
Einige potentielle Trigger sind:
- Gehirnerschütterung
- Fehlgebrauch von Drogen
- Medikationen (zB. SSRI, Penicillin)
- Angst/emotionale Stressbelastung
- Schwermetall-Belastung
- Schimmelbefall
- Lyme-Borreliose
- Dysautonomie/POTS
- Migräne mit Aura
- Schwangerschaft

Hinsichtlich der Pathogenese (Entstehung) gibt es verschiedene Überlegungen.

### Kortikale Übererregbarkeitshypothese
Ein möglicher Erklärungsansatz ist ein Ungleichgewicht zwischen Inhibition und Erregung des visuellen Kortex. Einen Anhaltspunkt gibt die gestörte Wahrnehmung von sowohl Kontrast als auch Helligkeit bei Betroffenen, welche sich in einer gewissen Hinsicht mit einer möglichen Übererregbarkeit des primären visuellen Kortex deckt. Die Hypothese wird ferner gestützt von Ergebnissen bildgebender Verfahren (PET), welche einen hohen Glucoseumsatz und damit einhergehende hohe Aktivität im rechten Gyrus lingualis und im linken Lobus anterior cerebelli, zwei Areale im Gehirn, aufzeigen. Allerdings gibt es derzeit lediglich genau eine Fallstudie, in der die mutmaßliche Übererregbarkeit des visuellen Kortex mittels elektrophysiologischen Messungen direkt nachgewiesen werden konnte.

### Thalamic Dysfunktion
Der Thalamus ist klassischerweise für seine Rolle als sensorisches Relais in visuellen, auditiven und somatosensorischen Systemen bekannt und spielt eine Rolle bei Bewusstsein und Wachsamkeit. Es ist der Nucleus geniculatum lateralis (LGN), der die visuellen sensorischen Informationen von der Netzhaut empfängt, um sie zum visuellen Kortex zu leiten. Die Thalamuskerne (exzitatorisch und inhibitorisch) integrieren diese Eingaben und präsentieren dann ausgewählte Informationen über thalamokortikale Strahlungen zur Interpretation an die Großhirnrinde.
Der Thalamus könnte durch eine lokalisierte Aktivitätssteigerung im LGN oder Pulvinar nuclei für VSS-Symptome verantwortlich sein. Das Pulvinar hat diffuse Projektionen zu den supragranulären Schichten des Cortex und spielt eine Rolle bei der Aufmerksamkeits- und Reizverarbeitung, indem es interne Erregungsmuster an das Timing relevanter sensorischer Eingaben anpasst. Bei VSS-Patienten wurde eine reduzierte pulvinare Konnektivität zur visuellen kortiko-striatalen Schleife im Ruhezustand festgestellt. Bei den Thalamusstrahlungen von VSS-Patienten im Vergleich zu Kontrollen wurde über eine erhöhte Diffusivität im MRT berichtet. Während einer Sehaufgabe wurde über eine erhöhte Konnektivität zwischen dem Pulvinar- und dem Lingualgyrus berichtet, was ein Gefühl der Photophobie erklären könnte, das einige Patienten beschreiben, sowie eine Verringerung der Filterung eingehender visueller Informationen verursacht.
Oszillations-Netzwerkaktivität ist eine charakteristische Eigenschaft dieses thalamokortikalen Systems und von zentraler Bedeutung für kognitive Prozesse wie Aufmerksamkeit und Wahrnehmung. Eine Veränderung dieser Schwingungen, insbesondere eine Zunahme der niederfrequenten Delta- und Theta-Rhythmen im Wachzustand, wird gemeinhin als thalamokortikale Dysrhythmie (TCD) bezeichnet. Wenn Übererregbarkeit kortikale Netzwerke betrifft, wie im obigen Abschnitt beschrieben, kann dies zu TCD führen. Umgekehrt spielen neuromodulatorische Prozesse, an denen der Thalamus beteiligt ist, eine zentrale Rolle dabei, wie das Gehirn die neurale Erregbarkeit moduliert. Dieser gemeinsame zugrunde liegende Mechanismus kann je nach Lokalisation der Dysfunktion im thalamokortikalen Netzwerk eine Reihe von Symptomen hervorrufen und kann das Spektrum der Krankheiten erklären, die mit Störungen der sensorischen Verarbeitung verbunden sind. Es wird angenommen, dass mehrere scheinbar nicht verwandte neurologische Zustände eine Folge von TCD sind, darunter Migräne und Tinnitus. Thalamokortikale Dysrhythmien können daher für viele der Komorbiditäten verantwortlich sein, die beim Visual Snow Syndrom auftreten, wie Tinnitus, Konzentrationsstörungen, Lethargie, Angst, Depression, Zittern und Gleichgewichtsstörungen. All dies deutet darauf hin, dass die zugrunde liegende Pathophysiologie eine Störung der gleichzeitigen Verarbeitung afferenter Informationen darstellen könnte, die am Kortex ankommen, nicht nur im visuellen Bereich. Dementsprechend könnten die visuellen Symptome eher eine Fehlwahrnehmung als eine primäre kortikale Hyperaktivität darstellen.
Das Tragen getönter Brillengläser geht häufig mit einer subjektiven Verbesserung der Symptome einher. Insbesondere bei gefärbten Gläsern, die durchlässig für kurze Wellenlängen des sichtbaren Lichtspektrums (Blau) sind, empfand die Mehrheit der Patienten einer klinischen Studie eine Linderung. Eine vergleichbare Wirkung konnte bereits unter anderem bei Migräne und Epilepsie gezeigt werden. Farbsignale im blau-gelben Spektrum werden von Neuronen des koniozellulären Systems übertragen. Da bei der Signalverarbeitung solcher Sehreize eine symptomatische Besserung nachgewiesen werden konnte, wird ein positiver regulatorischer Effekt bei Aktivierung des koniozellulären Systems vermutet. Unklar ist, ob eventuell das Blockieren von langwelligem Licht (Rot) und damit verbundener Aktivierung des parvozellulären Systems eine vorrangige Rolle spielt.
Nach dem aktuellen Stand der Forschung (Ende 2021) scheint sowohl die Hypothese einer thalamokortikalen Dysrhythmie als auch die Übererregbarkeitshypothese vereinbar mit unterschiedlichen Studienergebnissen. Verschiedene in Studien durchgeführte Messungen deuten darauf hin, dass nicht ein erhöhtes neuronales Rauschen an der Entstehung des Visual Snow Syndroms beteiligt ist, sondern vielmehr eine geänderte Frequenz der Übertragung von Aktionspotentialen eine Rolle spielt.

### Neurotransmitter
Der amerikanische Neurowissenschaftler James. T. Fulton spekuliert über ein mögliches chemisches Ungleichgewicht der Neurotransmitter Glutamat, GABA & Dopamin. 
„The symptoms of these people suffering visual snow provide pretty interesting evidence that visual snow, along with other psychedelic affects are due to changes in the local chemistry of the brain, probably due to changes in the levels of glutamic acid, GABA and dopamine-like pharmaceuticals.“
Nach Analysen von James. T. Fulton mit Einbezug der Arbeit von Oliver Sacks aus dem Jahre 2019, vermutet er neben einer genetischen Disposition und Übermedikation diese vier theoretischen Ursachen für Visual Snow. Zwei sind verschreibungspflichtige Medikamente und zwei sind Drogen.
Die vier „Disruptormoleküle“:
- Mitglieder der Penicillinfamilie, inklusive Amoxicillin
- Levadopa (L-Dopa)
- Derivate von LSD
- Ein Metabolit, bekannt als Carbonsäure-THC (THC-COOH), das im Gehirn als Ergebnis des THC aus Cannabis erzeugt wird.

Aspartat und Glutamat (die „Hirnbrennstoff“ sind) könnten Visual Snow ebenfalls verschlimmern. Sie sind sowohl anregend als auch Teil desselben Befüllungsprozesses, der vermutlich in Visual Snow schiefgeht.

## Verbindung zu Migräne
Ergänzend legt ein weiterer Ansatz nahe, dass das Visual Snow Syndrom mit Migräne und anderen wahrnehmungsverändernden Krankheiten verbunden ist. Bei bis zu 80 % der Patienten mit Visual-Snow-Syndrom wird auch von Migräne und Migräne-Aura berichtet. So weisen gemeinsame Forschungsergebnisse darauf hin, dass das Visual Snow Syndrom, Fibromyalgie, Tinnitus und persistent vorliegender postural-perzeptiver Schwindel (PPPD) auf eine zentrale Störung bei der Verarbeitung verschiedener Reize (visuell, somatosensorisch, akustisch und vestibulär) zurückzuführen ist. Bildgebende und elektrophysiologische Befunde deuten auf Netzwerkstörungen hin, die die sensorischen Netzwerke und andere große Netzwerke betreffen, welche an der Steuerung der Aufmerksamkeit und emotionaler Verarbeitung beteiligt sind. Es gibt klinische und epidemiologische Überschneidungen zwischen den genannten Störungen. Auch die Migräne weist eine multisensorische Überempfindlichkeit auf, selbst zwischen den Migräneanfällen mit Schwankungen während des Migränezyklus. Alle beschriebenen Wahrnehmungsstörungen werden mit Migräne als Risikofaktor in Verbindung gebracht, was darauf schließen lässt, dass Migräne, eine Störung der sensorischen Verarbeitung darstellt und diese Erkrankungen verbindet. Es also ist möglich, dass diese Erkrankungen gemeinsam auf einem Spektrum anzuordnen sind, was unter anderem daran festgemacht wird, dass ähnliche pathophysikalische Mechanismen vorliegen.

## Untersuchungsmethoden
Die Diagnosestellung des Visual Snows erfolgt durch eine Patientenbefragung mit Erhebung der Krankengeschichte (Anamnese) und stellt letzten Endes eine Ausschlussdiagnose dar. Da die beschriebenen visuellen Symptome auch Ausdruck verschiedener hirnorganischer Erkrankungen sein können, sollte eine entsprechende neurologische Diagnostik, zum Ausschluss dieser, durchgeführt werden.
- Umfassende augenärztliche Untersuchung
- Überprüfung der Blutwerte inklusive Test auf Borrelien und Koinfektionen
- Neurologische Untersuchung mit VEP und EEG
- MRT Schädel und Liquorpunktion
- Fluordesoxyglucose-Positronen-Emissions-Tomographie / SPECT

## Behandlung
Derzeit gibt es noch keine standardisierte Therapie. Insbesondere weil Visual-Snow-Syndrom im Bezug auf die Symptome und deren Schwere von Patient zu Patient sehr unterschiedlich erscheint und somit eine individuell angepasste Therapie benötigt wird. Als begleitenden Arzt sollte man einen Neurologen aufsuchen, mit Schwerpunkt Kopfschmerz, neuropathische Schmerzen oder bei schweren optischen Symptomen das Aufsuchen eines Neuro-Optometristen bzw. einer Neuro-Optometrischen Rehabilitations Klinik. Hierzu wird auch das „Tsang/Shidlofsky treatment protocol“ von der Visual-Snow-Initiative veröffentlicht.

### Medikation
In Einzelfällen als Therapie mit Medikation könnte das Antikonvulsiva Lamotrigin wirksam sein. Von den 58 Patienten aus der Studie hatten 26 Patienten Lamotrigin verschrieben bekommen. Bei 5 von 26 (19,2 %) Patienten resultierte es zu einer teilweisen Remission der Symptome. Kein Patient berichtete über eine vollständige Remission. Unerwünschte Ereignisse traten bei 13/26 (50,0 %) Patienten auf, aber es wurde von keiner dauerhaften Verschlimmerung berichtet. Gefolgt von Topiramat, das in 2 von 13 (15,4 %) Fällen wirksam war. Aber bei einem Patient zu einer Verschlimmerung führte. Es könnten auch Trizyklische Anti-Depressiva (TZA / NSMRI) verschrieben werden, wie zBsp. Amitriptylin, das auch bei Nervenschmerzen oder Migräne und Schlafstörungen empfohlen wird. Es führt aber häufig zu einer Verschlimmerung von VSS! Vor allem bei zu raschem Absetzen von Amitriptylin, da dies ein sehr hohes Risiko für Absetzsymptome und folglich hohem Stress hat. Solch ein Medikament muss man immer langsam ausschleichen, was manche Ärzte leider nicht immer wissen. Es gab bisher nur ein berichteter Fall in dem Amitriptylin dem Patienten half. Es könnte auch Opipramol wirksam sein, aber hierzu gibt es noch keine Datenlage. Man kann also davon ausgehen, dass existierende Medikamente nicht genügend helfen können. Ein entsprechendes Medikament für Visual-Snow-Syndrom gibt es bisher nicht.

### Kognitive Verhaltenstherapie
Eine Kognitive Verhaltenstherapie mit einem Psychotherapeuten kann sehr unterstützend sein bei der Bewältigung und Verarbeitung von Ängsten und Depressionen, die Auslöser als auch Begleiterscheinung bei VSS sein können. Zum Beispiel können Achtsamkeitsübungen und Entspannungsübungen (Progressive Muskelrelaxation nach Jacobson) durchgeführt werden und Übungen die den Parasympathikus aktivieren. Außerdem sollte man versuchen eine gesunde ausgewogene Ernährung, besser noch eine natürliche nicht-entzündliche Ernährung einzuhalten, für ausreichend guten Schlaf bzw. für eine gute Schlaf Umgebung und einen für sich selbst stimmigen Schlaf-Rhythmus zu sorgen, regelmäßig 3–4 Mal pro Woche Sport, vor allem Ausdauer/Cardio-Training zu machen, Yoga o. Meditation und Vermeidung von negativen Stress können die Symptome lindern. Bewusste Fokussierung auf das Visual Snow, auf die Floaters oder in den grellen wolkenbedeckten Himmel schauen oder weiße Wände anstarren, macht es generell sichtbarer. Das sollte einem bewusst werden. Der Alltag oder eine Arbeit, in der man sich auf andere Dinge fokussiert, hilft sehr.
Somit sollten VSS-Erkrankte auch die Einnahme von den von James T. Fulton genannten Disruptormolekülen vermeiden. Vor allem Drogen wie LSD oder Cannabis. Da Glutamate als Salze der L-Glutaminsäure auch als Geschmacksverstärker in verarbeiteten Nahrungsmitteln vorkommt, ist dies in erster Linie nicht schlimm, da diese nach dem Gastrointestinaltrakt nicht ohne weiteres die Blut-Hirn-Schranke überwinden können. Der Körper bildet Glutamat selbst.
Außerdem wird das Tragen von getönten Brillen empfohlen, es können normale Sonnenbrillen am Tage die Symptome wie Floaters retuschieren, aber es kommen auch getönte Brillen mit blau-gelb Filter zum Einsatz.

## Belege
1. ↑  Jäger HR, Giffin NJ, Goadsby PJ: Diffusion- and perfusion-weighted MR imaging in persistent migrainous visual disturbances. Cephalalgia. 2005 May; 25(5): 323–332. PMID 15839846
2. ↑  CJ Schankin, F. Maniyar, J. Hoffmann, D. Chou, PJ Goadsby: Clinical characterization of „visual snow“ (Positive Persistent Visual Disturbance). In: The Journal of Headache and Pain. Band 14, Nr. 1, 21. Februar 2013, ISSN 1129-2377, S. P132, doi:10.1186/1129-2377-14-s1-p132.
3. ↑  Francesca Puledda, Christoph Schankin, Peter J. Goadsby: Visual snow syndrome: A clinical and phenotypical description of 1,100 cases. In: Neurology. 15. Januar 2020, ISSN 0028-3878, doi:10.1212/WNL.0000000000008909.
4. ↑  D. Kondziella, M. H. Olsen, J. P. Dreier: Prevalence of visual snow syndrome in the UK. In: European Journal of Neurology. Band 27, Nr. 5, Mai 2020, ISSN 1351-5101, S. 764–772, doi:10.1111/ene.14150 (wiley.com [abgerufen am 31. Mai 2022]).
5. ↑  Schankin, CJ, Maniyar, FH, Digre, KB, Goadsby, PJ (2014): ‘Visual snow’ – a disorder distinct from persistent migraine aura. In: Brain doi:10.1093/brain/awu050
6. ↑  Headache Classification Committee of the International Headache Society (IHS) The International Classification of Headache Disorders, 3rd edition. In: Cephalalgia. Band 38, Nr. 1, Januar 2018, ISSN 0333-1024, S. 1–211, doi:10.1177/0333102417738202.
7. ↑  U. Beyer, C. Gaul: „Visual snow“. In: Der Nervenarzt. Band 86, Nr. 12, 1. Dezember 2015, ISSN 1433-0407, S. 1561–1565, doi:10.1007/s00115-015-4401-y.
8. 1 2  A. Bou Ghannam, V.S. Pelak: Visual Snow: a Potential Cortical Hyperexcitability Syndrome. In: Current Treatment Options in Neurology. 19. Jahrgang, Nr. 9, 27. März 2017, ISSN 1534-3138, doi:10.1007/s11940-017-0448-3 (englisch, springer.com).
9. ↑  Christoph J. Schankin, Farooq H. Maniyar, Till Sprenger, Denise E. Chou, Michael Eller, Peter J. Goadsby: The Relation Between Migraine, Typical Migraine Aura and "Visual Snow". In: Headache: The Journal of Head and Face Pain. 54. Jahrgang, Nr. 6, 1. Juni 2014, ISSN 1526-4610, S. 957–966, doi:10.1111/head.12378 (englisch, wiley.com).
10. ↑  Sebastian Luna, Daniel Lai, Alison Harris: Antagonistic Relationship Between VEP Potentiation and Gamma Power in Visual Snow Syndrome. In: Headache: The Journal of Head and Face Pain. Band 58, Nr. 1, Januar 2018, S. 138–144, doi:10.1111/head.13231.
11. ↑  Clare L. Fraser: Visual Snow: Updates on Pathology. In: Current Neurology and Neuroscience Reports. Band 22, Nr. 3, 2022, S. 209, doi:10.1007/s11910-022-01182-x, PMID 35235167, PMC 8889058 (freier Volltext).
12. ↑  Mehrnoush Zobeiri, Gilles van Luijtelaar, Thomas Budde, Ilya V. Sysoev: The Brain Network in a Model of Thalamocortical Dysrhythmia. In: Brain Connectivity. Band 9, Nr. 3, 2019, S. 273, doi:10.1089/brain.2018.0621, PMID 30520661, PMC 6479257 (freier Volltext).
13. ↑  Visual Snow Initiative: Visual Snow Conference 2018: Victoria Pelak. 3. Juli 2018, abgerufen am 15. September 2018.
14. 1 2  Jenny L. Lauschke a,b, Gordon T. Plant c, Clare L. Fraser (2015): Visual snow: A thalamocortical dysrhythmia of the visual pathway? In: Journal of Clinical Neuroscience 28 (2016) 123–127, doi:10.1016/j.jocn.2015.12.001
15. ↑  Jenny L. Hepschke, Robert A. Seymour, Wei He, Andrew Etchell, Paul F. Sowman: Cortical Oscillatory Dysrhythmias in Visual Snow Syndrome: A MEG Study. 18. Mai 2021, S. 2021.05.17.444460, doi:10.1101/2021.05.17.444460v1 (biorxiv.org [abgerufen am 14. Oktober 2021]).
16. ↑  Cassandra J Brooks, Yu Man Chan, Joanne Fielding, Owen B White, David R Badcock: Visual contrast perception in visual snow syndrome reveals abnormal neural gain but not neural noise. In: Brain. 11. Oktober 2021, ISSN 0006-8950, doi:10.1093/brain/awab383.
17. ↑  James T. Fulton: Visual snow (snowy Vision); a disease resulting from two different error mechanisms. Abgerufen am 6. Oktober 2018.
18. ↑  James T. Fulton: Visual Snow Survey Report 2019. 11. Mai 2019, abgerufen am 21. April 2021 (englisch).
19. ↑  Antonia Klein, Christoph J. Schankin: Visual snow syndrome, the spectrum of perceptual disorders, and migraine as a common risk factor: A narrative review. In: Headache: The Journal of Head and Face Pain. Band 61, Nr. 9, Oktober 2021, ISSN 0017-8748, S. 1306–1313, doi:10.1111/head.14213 (wiley.com [abgerufen am 31. Mai 2022]).
20. ↑  Visual Snow Initiative: Tsang/Shidlofsky treatment protocol. 5. Dezember 2021, abgerufen am 14. Mai 2023 (englisch).
21. ↑  Robin M. van Dongen, Lindy C. Waaijer, Gerrit L.J. Onderwater, Michel D. Ferrari, Gisela M. Terwindt: Treatment effects and comorbid diseases in 58 patients with visual snow. In: Neurology. Band 93, Nr. 4, 23. Juli 2019, ISSN 0028-3878, S. e398–e403, doi:10.1212/WNL.0000000000007825, PMID 31213497, PMC 6669936 (freier Volltext).
22. ↑  Ozan Eren, Christoph J. Schankin: Insights into pathophysiology and treatment of visual snow syndrome: A systematic review. In: Progress in Brain Research. Band 255, 2020, S. 311–326, doi:10.1016/bs.pbr.2020.05.020, PMID 33008511.
23. ↑  Visual Snow Syndrome: A Case Report and New Treatment Option. 10. Dezember 2018, abgerufen am 14. Mai 2023.